# District d'Igu
Pour les articles homonymes, voir IGU.
Le district d'Igu (伊具郡, Igu-gun) est un district de la préfecture de Miyagi au Japon.
En 2003, il avait une population de 17 139 habitants, une densité de population de 62,70 hab./km2 et une superficie de 263,34 km2. Il n'est composé que d'une seule municipalité, Marumori.